# Poecilium semenovi
Poecilium semenovi là một loài bọ cánh cứng trong họ Cerambycidae.